# Snohomish (Waszyngton)
Snohomish – miasto w Stanach Zjednoczonych, w stanie Waszyngton, w hrabstwie Snohomish.